# Alicja Dyguś
Alicja Dyguś (ur. 6 marca 1994 w Lublinie) – polska piłkarka występująca na pozycji prawego obrońcy w klubie Pogoń Szczecin oraz młodzieżowa reprezentantka Polski.

## Kariera
Wychowanka klubu Widok Lublin w barwach którego zadebiutowała również w seniorskiej piłce w sezonie 2009/10. Drużynie z Lublina pomogła wywalczyć awans do I ligi grupy wschodniej, następnie w połowie sezonu 2010/11 przeszła do KS AZS AWF Biała Podlaska. W nowym klubie po raz pierwszy szansę na grę otrzymała w meczu przeciwko Stilonowi Gorzów Wielkopolski wygranym przez AZS 3:0. W Białej Podlaskiej rozegrała łącznie 31 spotkań ligowych. Od sezonu 2013/14 jest zawodniczką Górnika Łęczna, z którym w latach 2013–2017 trzykrotnie sięgnęła po Wicemistrzostwo Polski, raz po brązowy medal Mistrzostw Polski oraz trzy razy doszła do finału Pucharu Polski i raz do półfinału, natomiast w sezonie 2017/18 pomogła Górnikowi Łęczna wywalczyć jego i zarazem swój pierwszy tytuł Mistrza Polski (na trzy kolejki przed końcem rozgrywek, kiedy to Górnik w 24 kolejce pokonał u siebie ASZ PWSZ Wałbrzych 2:1) oraz Puchar Polski, gdzie w finale łęcznianki wygrały z Czarnymi Sosnowiec 3:1.
Swoją pierwszą bramkę w Ekstralidze strzeliła 8 listopada 2015 roku w meczu wyjazdowym przeciwko KKP Bydgoszcz wygranym przez Łęczną 1:3.
Po zakończeniu sezonu 2020/21 wraz z Emilią Zdunek na zasadzie wolnego transferu przeszła do GKS-u Katowice. 
Od lipca 2022 r. jest zawodniczką Pogoni Szczecin. 

## Kariera reprezentacyjna
Za kadencji selekcjonera Wojciecha Basiuka otrzymywała liczne powołania do kadry U-19 jednak nie zaowocowało to powołaniami do Kadry A.

## Sukcesy
- Mistrzostwo Polski (2017/18, 2018/19, 2019/20, 2023/24)
- Wicemistrzostwo Polski (2013/14, 2015/16, 2016/17)
- Brązowy medal Mistrzostw Polski (2014/15, 2020/21)
- Puchar Polski (2017/18, 2019/20)
- Finał Pucharu Polski (2014/15, 2015/16, 2016/17)
- Półfinał Pucharu Polski: 2020/21
- Awans do 1/16 Ligi Mistrzyń UEFA: 2020/21